# Паратриатлон на Летњим олимпијским играма
Паратриатлон је дебитовао на Љетњим параолимпијским играма 2016. одржаним у Рио де Жанеиру, Бразил.
Паратриатлон је варијанта триатлона за спортисте са различитим физичким инвалидитетом. Спортом управља Међународна триатлонска унија (ИТУ). Параолимпијски догађај је спринт трка која се састоји од 750 м пливања, 20 км бициклизма и 5 км трчања. Спортисти оба пола такмиче се у шест категорија према природи својих физичких оштећења. Неке класификације дозвољавају помоћнике у транзицији, док друге дозвољавају видове пилоте-водиче током трке.

## Историјат
Паратриатлон је дебитовао на Љетњим параолимпијским играма 2016. године одржаним у Рио де Жанеиру, Бразил.

### Биланс медаља 2016. године
Биланс медаља на Љетњим параолимпијским играма 2016. године
| Дисциплина                      | Злато                                    | Сребро                                        | Бронза                                              |
| Мушкарци појединачно PT1 детаљи | Jetze Plat · Холандија                   | Geert Schipper (параолимпијац) · Холандија    | Giovanni Achenza · Италија                          |
| Мушарци појединачно PT2 детаљи  | Andrew Lewis · Уједињено Краљевство      | Stefan Daniel · Италија                       | Mohamed Lahna · Мароко                              |
| Мушкарци појединачно PT4 детаљи | Martin Schulz (параолимпијац) · Немачка  | Geert Schipper (параолимпијац) · Канада       | Jairo Ruiz Lopez · Шпанија                          |
| Жене појединачно PT2 детаљи     | Allysa Seely · Сједињене Америчке Државе | Hailey Danisewicz · Сједињене Америчке Државе | Melissa Stockwell · Сједињене Америчке Државе       |
| Жене појединачно PT4 детаљи     | Grace Norman · Сједињене Америчке Државе | Lauren Steadman · Уједињено Краљевство        | Gwladys Lemoussu · Француска                        |
| Жене појединачно PT5 детаљи     | Katie Kelly (параолипијка) · Аустралија  | Alison Patrick · Уједињено Краљевство         | Melissa Reid (параолимпијка) · Уједињено Краљевство |

### Биланс медаља 2020. године
Паратриатлон се вратио у програм на Љетњим параолимпијским играма 2020. године у Токију, Јапан. Класификације су у међувремену незнатно измјењене, омогућавајући увођење триатлона заснованог на тандем-бициклу за спортисте са оштећеним видом са водичима.
| Дисциплина                       | Злато                                                                             | Сребро                                                               | Бронза                                                 |
| Мушкарци појединачно PTWC детаљи | Jetze Plat · Холандија                                                            | Florian Brungraber · Аустрија                                        | Giovanni Achenza · Италија                             |
| Мушкарци појединачно PTS4 детаљи | Alexis Hanquinquant · Француска                                                   | Hideki Uda · Јапан                                                   | Alejandro Sánchez Palomero · Шпанија                   |
| Мушкарци појединачно PTS4 детаљи | Martin Schulz (параолимпијац) · Немачка                                           | George Peasgood · Немачка                                            | Stefan Daniel · Канада                                 |
| Мушкарци (уз водича) PTVI детаљи | Сједињене Америчке Државе · Brad Snyder (параолимпијац) · Greg Billington (водич) | Шпанија · Héctor Catalá Laparra · Gustavo Rodríguez Iglesias (водич) | Јапан · Satoru Yoneoka · Kohei Tsubaki (водич)         |
| Жене појединачно PTWC детаљи     | Kendall Gretsch · Сједињене Америчке Државе                                       | Lauren Parker · Аустралија                                           | Eva Moral · Шпанија                                    |
| Жене појединачно PTS2 детаљи     | Allysa Seely · Сједињене Америчке Државе                                          | Hailey Danz · Сједињене Америчке Државе                              | Veronica Yoko Plebani · Италија                        |
| Жене појединачно PTS5 детаљи     | Lauren Steadman · Уједињено Краљевство                                            | Grace Norman · Сједињене Америчке Државе                             | Claire Cashmore · Уједињено Краљевство                 |
| Жене (уз водича) PTVI детаљи     | Шпанија · Susana Rodríguez (параолимпијка) · Sara Loehr (водич)                   | Италија · Anna Barbaro · Charlotte Bonin (водич)                     | Француска · Annouck Curzillat · Céline Bousrez (водич) |

## Биланс медаља
Ажурирано након Љетњих параолимпијских игара 2020. године.
| Позиција    | Држава                    | Злато | Сребро | Бронза | Укупно |
| ----------- | ------------------------- | ----- | ------ | ------ | ------ |
| 1           | Сједињене Америчке Државе | 5     | 3      | 1      | 9      |
| 2           | Уједињено Краљевство      | 2     | 3      | 2      | 7      |
| 3           | Холандија                 | 2     | 1      | 0      | 3      |
| 4           | Немачка                   | 2     | 0      | 0      | 2      |
| 5           | Шпанија                   | 1     | 1      | 3      | 5      |
| 6           | Аустралија                | 1     | 1      | 0      | 2      |
| 7           | Француска                 | 1     | 0      | 2      | 3      |
| 8           | Италија                   | 0     | 2      | 3      | 5      |
| 9           | Канада                    | 0     | 1      | 1      | 2      |
| 9           | Јапан                     | 0     | 1      | 1      | 2      |
| 11          | Аустрија                  | 0     | 1      | 0      | 1      |
| 12          | Мароко                    | 0     | 0      | 1      | 1      |
| Укупно (12) | Укупно (12)               | 14    | 14     | 14     | 42     |